# Гунцелин I (Шверин)
Гунцелин I фон Хаген (на немски: Gunzelin I von Hagen, * между 1125 и 1130, † 18 юни 1185) е първият граф на Шверин след завладяването на царството на ободритите от Хайнрих Лъв. Той е граф от 1160 до 1185 г.

## биография
Гунцелин произлиза вероятно от благородническата фамилия фон Хаген, която има земи около Брауншвайг. Той се отличава при боевете против ободритите и Хайнрих Лъв го поставя през 1160 г. като първия граф на Шверин. Гунцелин получава отново поправения замък Шверин и замък Илов.
През 1164 г. Гунцелин защитава замъците си против войската на Прибислав. Той побеждава в битката при Верхен войската на Прибислав и на померанския княз. Гунцелин закриля епископ Берно, който християнизира там земите.
През 1172 г. Гунцелин придружава херцог Хайнрих Лъв в поклоническо пътуване до Палестина.
Гунцелин умира вероятно на 18 юни 1185 г. и е погребан в катедралата на Шверин.

## Фамилия
Гунцелин се жени след 1150 г. за Ода фон Люхов († 24 октомври 1191), дъщеря на граф Херман I фон Люхов († 1174/1188). Двамата имат пет сина и дъщеря:
- Херман († 1228), катедрален провост в Хамбург, от 1191 до 1195 геген-епископ на Шверин
- Хелмолд I († 1206), от 1185 до 1194 граф на Шверин, женен за графиня Аделхайд фон Волденберг († сл. 20 март 1233)
- Гунцелин (Шверин) II († ок. 1221), граф на Шверин, женен за Ода († сл. 1220)
- Хайнрих I фон Шверин († ок. 1228), наричан Черния, граф на Шверин, женен за принцеса Маргарета от Померания († сл. 1267)
- Фридрих I († 1240), епископ на Шверин (1238 – 1240)
- Маргарета фон Шверин, омъжена за Герхард фон дер Остен († сл. 1236).